# Grand Prix de La Machine
Le Grand Prix de La Machine, anciennement dénommée Critérium de La Machine, est une course cycliste française disputée au mois d'août à La Machine, dans le département de la Nièvre. Créée en 1956, il est organisé par le Vélo Sport Nivernais Morvan.
Des cyclistes français réputés comme Cyrille Guimard (1966), Jean-Pierre Danguillaume (1967) ou Jean-François Bernard (1984) s'y sont imposés.

## Palmarès
| Année     | Vainqueur                 | Deuxième                 | Troisième             |
| --------- | ------------------------- | ------------------------ | --------------------- |
| 1956      | Armand Finet              | Yves Choulat             | Jean Pué              |
| 1957      | Georges Avignon           | Henri Cieleska           | Yves Fayon            |
| 1958      | Michel Sallé              | Yves Choulat             | André Retrain         |
| 1959      | Maurice Gandolfo          | André Millier            | Michel Sallé          |
| 1960      | Michel Rameau             | Siro Bianchi             | Organ Iacoponi        |
| 1961      | Claude Rota               | Henri Cieleska           | Lhuillier             |
| 1962      | Roger Jubé                | Henri Cieleska           | Claude Rota           |
| 1963      | Francis Ducreux           | Robert Gauthier          | André Dagouret        |
| 1964      | Henri Cieleska            | Daniel Labrouille        | Ken Nuttall (en)      |
| 1965      | Jean-Pierre Beaulieu      | Bernard Beaufrère        | Roger Bellon          |
| 1966      | Cyrille Guimard           | Raymond Gay              | André Chabran         |
| 1967      | Jean-Pierre Danguillaume  | Jean-Claude Genty        | Bernard Van Der Linde |
| 1968      | Raymond Gay               | Stéphane Abrahamian      | Robert Jankowski      |
| 1969      | Dominique Dussez          | Jean Murat               | Gérard Norce          |
| 1970      | Georges Ballandras        | André Trochut            | Michel Duchassin      |
| 1971      | Michel Roques             | Alain Germain            | Gérard Comby          |
| 1972      | Pierre-Raymond Villemiane | Henri Chavy              | Alain Bernard         |
| 1973      | Antoine Gutierrez         | Maurice Chizat           | Henri Chavy           |
| 1974      | Gérard Colinelli          | Robert Jankowski         | Gérard Comby          |
| 1975      | Gérard Colinelli          | Christian Poissenot      | Hubert Linard         |
| 1976      | Patrick Busolini          | Henry Chavy              | Patrick Friou         |
| 1977      | Serge Perin               | Bernard Becaas           | Robert Jankowski      |
| 1978      | Francis Duteil            | Raymond Blanchot         | Joël Millard          |
| 1979      | Vincent Brucci            | Sylvain Blandon          | Henri Chavy           |
| 1980      | Francis Duteil            | Éric Dall'Armelina       | Jean-Luc Vernisse     |
| 1981      | Vincent Brucci            | Jérôme Simon             | Patrick Janin         |
| 1982      | Robert Jankowski          | Dominique Gaigne         | Yves Beau             |
| 1983      | Patrick Busolini          | Joël Guyot               | Jean-Luc Vernisse     |
| 1984      | Jean-François Bernard     | Manuel Carneiro          | Patrick Hosotte       |
| 1985      | Gérard Pierre             | Jan Brzeźny              | Tadeusz Krawczyk      |
| 1986      | Patrick Hosotte           | Éric Fouix               | Gérard Dessertenne    |
| 1987      | Jean-Pierre Duracka       | Patrick Janin            | Patrick Jérémie       |
| 1988      | Roman Cieślak             | Patrick Bruet            | Denis Jusseau         |
| 1989      | Marcel Kaikinger          | Fabrice Julien           | Jean-Luc Vernisse     |
| 1990      | Jean-Luc Vernisse         | Sylvain Bolay            | Jean-Pierre Duracka   |
| 1991      | Denis Jusseau             | Jean-Paul Garde          | Nicolas Dubois        |
| 1992      | Éric Larue                | Jean-Paul Garde          | Sylvain Bolay         |
| 1993      | Sylvain Bolay             | Jean-Paul Garde          | Jean-Philippe Duracka |
| 1994      | Jacek Bodyk               | Gérald Liévin            | Claude Carlin         |
| 1995      | Jean-Pierre Duracka       | Gérald Liévin            | Jacek Bodyk           |
| 1996      | Jean-Philippe Duracka     | Jacek Bodyk              | Yves Beau             |
| 1997      | Raphaël Martinez          | Jacek Bodyk              | Yves Beau             |
| 1998      | Jacek Bodyk               | Jean-Pierre Duracka      | Andrzej Pozak         |
| 1999      | Pascal Peyramaure         | Marc Thévenin            | Plamen Stoyanov       |
| 2000      | Guillaume Lejeune         | Sébastien Bordes         | Bertrand Mercier      |
| 2001      | Pascal Peyramaure         | Bertrand Mercier         | Guillaume Lejeune     |
| 2002      | Stéphane Auroux           | Pascal Peyramaure        | Dominique David       |
| 2003      | François Norce            | Jérémie Dérangère        | Dominique David       |
| 2004      | Ludovic Renaud            | Martial Locatelli        | François Norce        |
| 2005      | Yvan Sartis               | Jérôme Bonnace           | Stéphan Ravaleu       |
| 2006      | Jérémie Dérangère         | Benoît Luminet           | Yvan Sartis           |
| 2007      | Arnaud Plaisant           | Stéphane Bénetière       | Romain Mary           |
| 2008      | Romain Mary               | Benoît Luminet           | Bartosz Banach        |
| 2009      | Frédéric Finot            | Étienne Fédrigo          | Arnaud Plaisant       |
| 2010      | Benjamin Le Roscouët      | Antony Tévenot           | Camille Chancrin      |
| 2011      | Benjamin Le Roscouët      | Aymeric Brunet           | Sébastien Grédy       |
| 2012      | Marc Staelen              | Aymeric Brunet           | Mathieu Chiocca       |
| 2013,     | Yannick Martinez          | Marc Sarreau             | Guillaume Barillot    |
| 2014      | Romain Barroso            | Julien Bernard           | Guillaume Barillot    |
| 2015      | Mathieu Fernandes         | Ronan Racault            | Mathieu Chiocca       |
| 2016      | Karl Patrick Lauk         | Geoffrey Bouchard        | Alexandre Pacot       |
| 2017,     | Axel Flet                 | Sébastien Fournet-Fayard | Romain Barroso        |
| 2018      | Karl Patrick Lauk         | Florent Pereira          | Ronan Racault         |
| 2019,     | Yannick Martinez          | Ronan Racault            | Damien Gazut          |
| 2020-2021 | non disputé               |                          |                       |
| 2022      | Ronan Racault             | Alexandre Jamet          | Axel Habert           |
| 2023      | Clément Carisey           | Baptiste Cherion         | Yannick Martinez      |
| 2024      | Axel Chatelus             | Loïc Forestier           | Hugo Roudier          |
| 2025      | annulé                    | annulé                   | annulé                |